# Dubidubidu
Dubidubidu，俗称Chipi Chipi Chapa Chapa、Chipi猫之歌，是智利歌手、前童星克莉丝泰勒于2003年演唱的一首西班牙语儿歌。这首歌因在2023年末至2024年初的摇头猫咪表情包中使用而在日本乃至全球爆红。